# I'll Make Love to You
I'll Make Love to You è un singolo del gruppo R&B statunitense Boyz II Men, pubblicato nel 1994 ed estratto dall'album II.
La canzone è stata scritta e prodotta da Babyface.

## Tracce
- Singolo (Europa)

1. I'll Make Love to You (Pop Edit) – 3:49
2. I'll Make Love to You (Instrumental) – 5:39

- CD Singolo (UK) / Maxi-CD (USA)[2]

1. I'll Make Love to You (Pop Edit) – 3:49
2. I'll Make Love to You (LP Version) – 4:07
3. I'll Make Love to You (Instrumental) – 5:39
4. I'll Make Love to You (Acapella) – 4:49

## Classifiche

### Classifiche di tutti i tempi
| Classifica (1958-2021) | Posizione |
| ---------------------- | --------- |
| Stati Uniti            | 24        |